# Sabana arbolada de miombo meridional
La sabana arbolada de miombo meridional es una ecorregión de la ecozona afrotropical, definida por WWF, que se extiende discontinuamente por África austral, a través de Zimbabue, Zambia, Malaui y Mozambique.

## Descripción
Es una ecorregión de sabana que ocupa una extensión de 408.300 kilómetros cuadrados, repartidos en cuatro zonas principales en el centro de Zimbabue, el suroeste de Mozambique, el sur de Zambia y el oeste de Malawi.
Entreverada con la sabana arbolada de mopane del Zambeze, limita al norte con la sabana arbolada de miombo del Zambeze central, al noroeste con la pradera inundada del Zambeze, al oeste con la sabana arbolada de teca del Zambeze, al suroeste con la sabana arbolada de África austral, al sur con el salobral del Zambeze, al sureste con la selva mosaico costera de Inhambane y la sabana costera inundada del Zambeze, y al este con el mosaico montano de selva y pradera de Malawi meridional. Además, contiene, en la región fronteriza entre Zimbabue y Mozambique, el mosaico montano de selva y pradera de Zimbabue oriental y, en la frontera entre Mozambique y Malawi, los enclaves más meridionales del mosaico montano de pradera y selva del Rift meridional.
Se trata de una llanura plana o ligeramente ondulada, salpicada de inselbergs, con una altitud de entre 1000 y 1500 m s. n. m.
El clima es tropical de sabana, con tres estaciones: una estación seca y cálida entre agosto y octubre, una estación húmeda y cálida entre noviembre y marzo y una estación seca templada entre abril y agosto. Las máximas varían entre 18 y 27 °C, y las mínimas entre 9 y 15 °C. Las precipitaciones se concentran en el verano, con una media anual de 600 a 1000 mm.

## Flora
La flora, pobre, está dominada por árboles de la subfamilia Caesalpinioideae, sobre todo de los géneros Brachystegia (miombo) y Julbernardia. Predominan las especies Brachystegia spiciformis y Julbernardia globiflora. Otras especies comunes son el masuku (Uapaca kirkiana), Brachystegia boehmii, Monotes glaber, las proteáceas Faurea saligna y Faurea speciosa, la combretácea Combretum molle, la mimosoidea Albizia antunesiana, Strychnos spinosa, el naranjo de mono (Strychnos cocculoides), el ciruelo del gobernador (Flacourtia indica) y la rubiácea Vangueria infausta. La hierba es escasa. 
En algunas áreas pueden encontrarse sabanas de acacias, praderas, selva seca caducifolia, matorral...

## Fauna
La diversidad de la fauna de la región es bastante alta; comparte muchas especies con las ecorregiones vecinas: como las sequías son largas y los incendios frecuentes, muchas especies deben hacer largos desplazamientos para encontrar comida, agua o refugio.
La densidad de mamíferos es baja. Entre las especies presentes, destacan tres especies amenazadas: el rinoceronte negro (Diceros bicornis, el elefante (Loxodonta africana) y el rinoceronte blanco (Ceratotherium simum).
Ungulados típicos de esta ecorregión son el antílope ruano (Hippotragus equinus), el antílope sable (Hippotragus niger), el alcelafo de Lichtenstein (Sigmoceros lichtensteinii), el redunca común (Redunca arundinum), el kudú (Tragelaphus strepsiceros), el eland (Taurotragus oryx), el búfalo cafre (Synerus caffer) y el topi (Damaliscus lunatus).
Entre los carnívoros presentes en la región están el león (Panthera leo), el leopardo (Panthera pardus), el guepardo (Acinonyx jubatus), la hiena manchada (Crocuta crocuta), el licaón (Lycaon pictus), el caracal (Caracal caracal), el chacal rayado (Canis adustus) y la mangosta de Selous (Paracynictis selousi).
Tres aves amenazadas habitan en esta ecorregión: el buitre de El Cabo (Gyps coprotheres), el cernícalo primilla (Falco naumanni) y el halcón taita (Falco fasciinucha).

## Endemismos
De las casi quinientas especies de aves presentes en la ecorregión, sólo seis son casi endémicas: el inseparable del Nyasa (Agapornis lilianae), el zorzal roquero (Pinarornis plumosus), el pito de Stierling (Dendropicos stierlingi), el barbudo de Chaplin (Lybius chaplini), el pinzón de dos puntos rosado (Hypargos margaitatus) y el serín de pecho limón (Serinus citrinipectus).
Sólo entre los reptiles hay una alta proporción de endemismos en esta ecorregión. Cuatro especies son estrictamente endémicas: la serpiente Cryptolycus nanus y los lagartos Cordylus regius, Platysaurus ocellatus y Platysaurus oshaughnessyi.

## Estado de conservación
Vulnerable. Fuera de las áreas protegidas queda muy poco ecosistema inalterado, debido a la agricultura.
La población humana es elevada, con las ciudades de Harare y Lusaka. La densidad de población varía entre 20 y 200 habitantes por km².

## Protección
En Zambia, tres parques nacionales ocupan parte de esta ecorregión: el parque nacional del Luangwa Septentrional, el parque nacional Lukusuzi y el parque nacional del bajo Zambeze. Casi la totalidad del resto de la ecorregión en Zambia está protegida en reservas de caza.
En Zimbabue hay un gran número de pequeñas áreas protegidas:
- Parque Nacional Chizarira
- Área de Safari de Chirisa
- Parque Nacional Matusadona
- Área de Safari de Mavuradonha
- Parque Nacional Nyanga
- Reserva Botánica de Mazowe
- Parque Recreativo de Sebakwe
- Parque Recreativo Robert McLlwaine
- Parque Recreativo del lago Kyle
- Parque Recreativo de Ngezi

En Mozambique se encuentra el parque nacional de Gorongosa.